# Comparettia speciosa
Comparettia speciosa là một loài phong lan.

## Hình ảnh

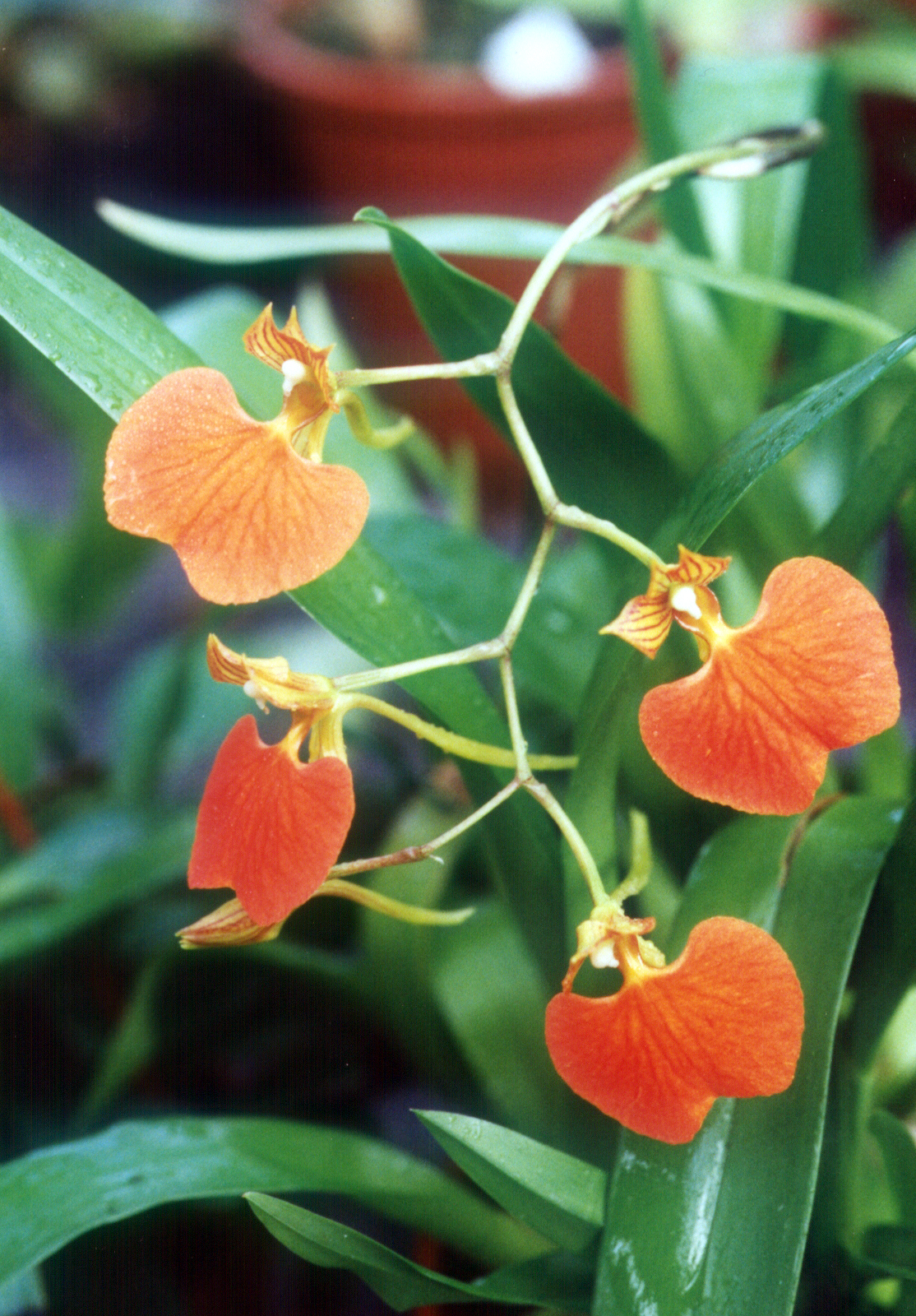
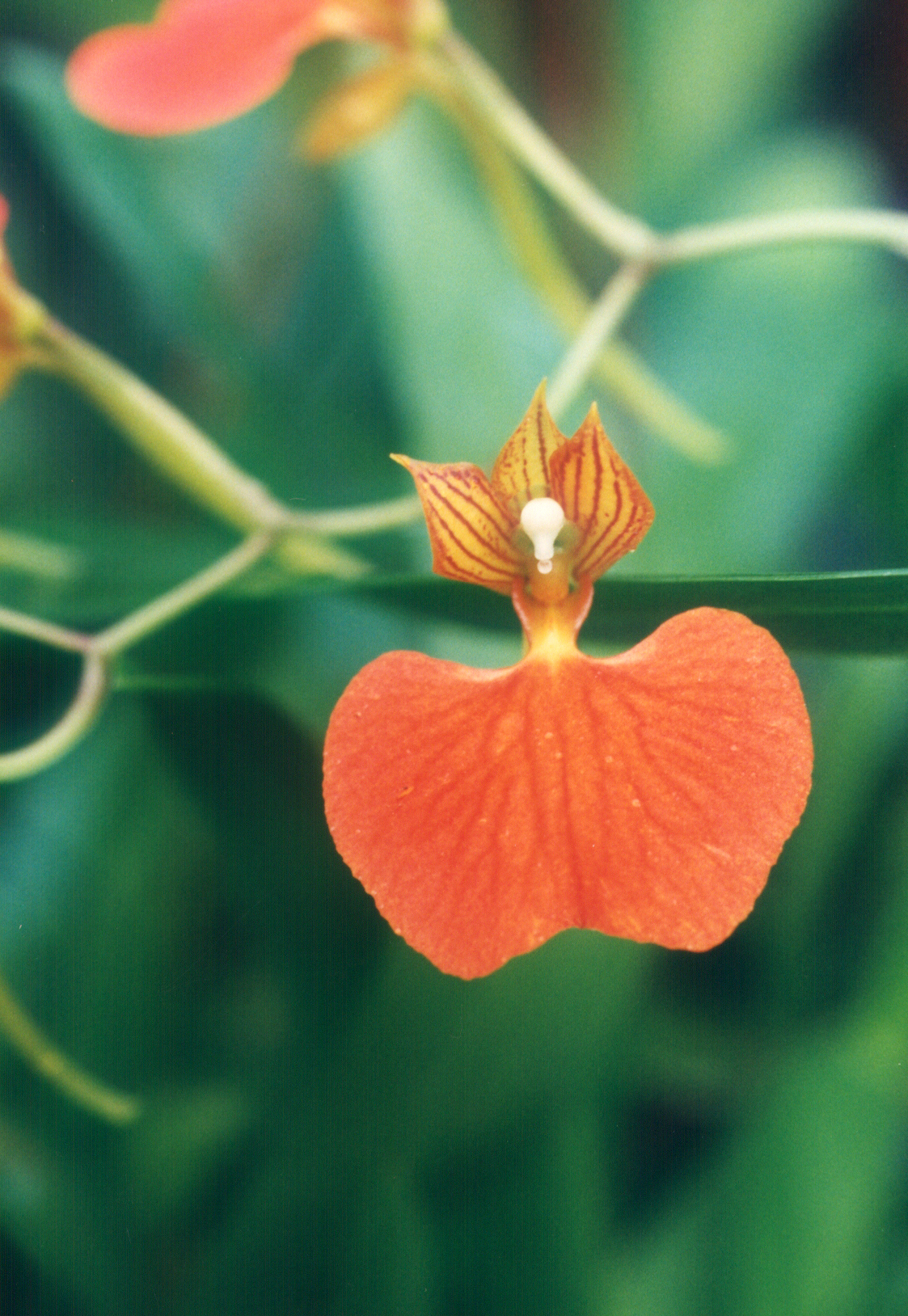
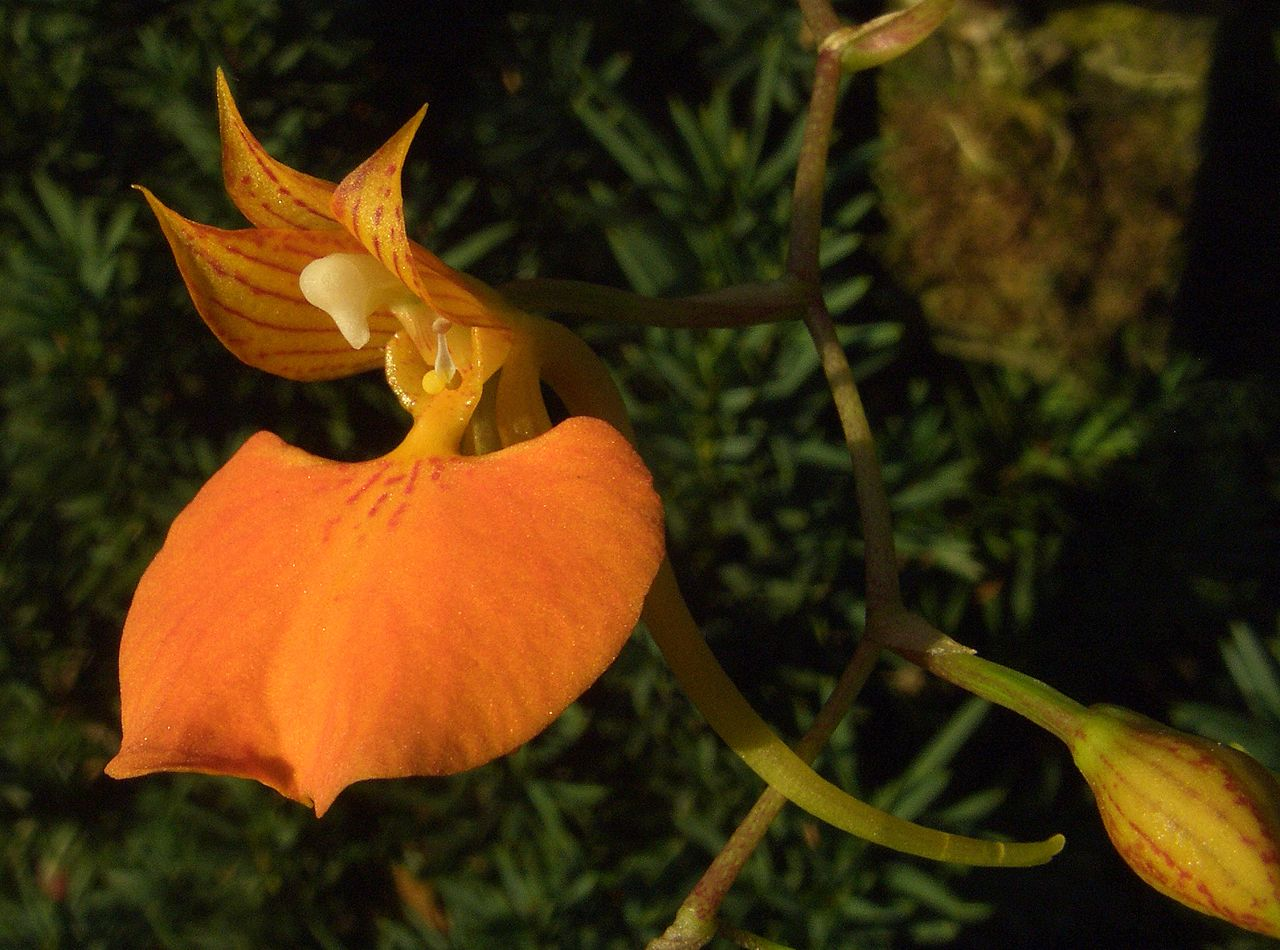
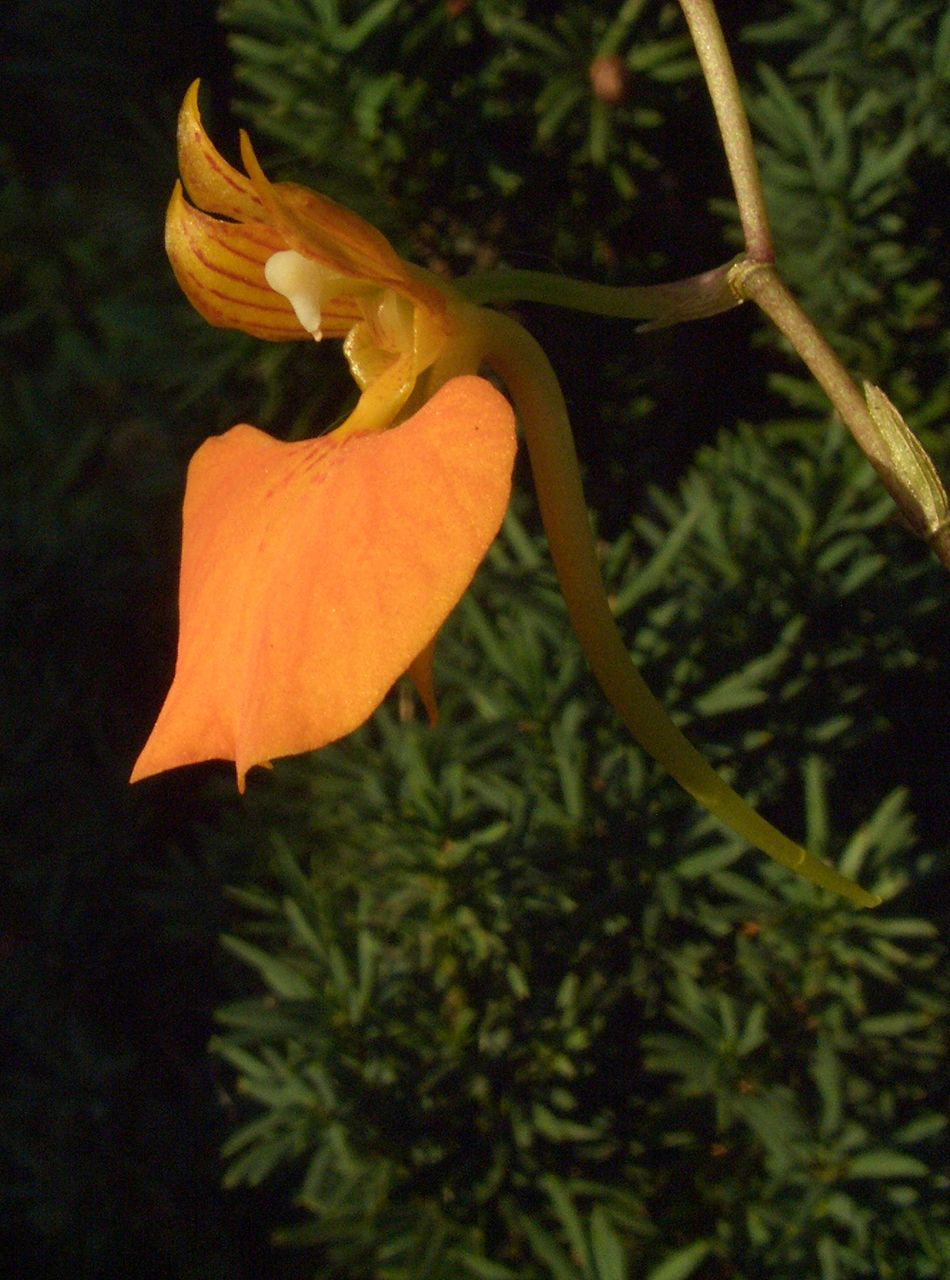